# Guerra hispano-estatunidenca
La Guerra Hispano-estatunidenca, Guerra Hispano-americana o Hispano-nord-americana, que a Espanya és coneguda popularment com a Desastre del 98 o Guerra de Cuba i a Cuba com a Guerra Hispano-cubana-nord-americana, es va dur a terme entre Espanya i els Estats Units d'Amèrica el 1898. Va ser durant la regència de Maria Cristina, vídua del rei Alfons XII, i va desembocar en la pèrdua de les colònies d'ultramar, és a dir, la meitat de l'imperi colonial espanyol.

## Causes de la guerra
Després de l'expansió i conquesta dels Estats Units en els antics territoris de Mèxic durant la primera meitat del segle xix, les grans potències mundials es disputaven a la fi d'aquest segle les colònies per raons d'economia. Un país era més poderós en tant la seva influència i moneda es feien sentir en més territoris i colònies.
D'altra banda, les pròsperes economies van experimentar en l'últim terç del segle una crisi de creixement en quedar inundats els mercats interns. S'imposava la necessitat d'obrir noves rutes comercials i incorporar nous territoris que absorbissin la producció industrial.
Així, a la Conferència de Berlín de 1884 les potències europees van decidir repartir-se les seves àrees d'expansió al continent africà, amb la finalitat de no arribar a la guerra entre elles. Altres acords similars van delimitar zones d'influència a Àsia i especialment a la Xina, on es va arribar a dissenyar un pla per desmembrar el país, que no podria portar-se a terme en esclatar la Primera Guerra Mundial.
No obstant això, els acords no van acabar eliminant completament les friccions entre les potències. A la fi del segle xix, es van succeir les disputes per determinats ports i fronteres la delimitació de les quals no estava clara, sobretot a l'Àfrica. Exemples d'això són l'incident de Fachoda entre francesos i britànics, les disputes germano-portugueses pel port moçambiqueny de Kionga, l'ultimàtum llançat pels anglesos contra l'expansió portuguesa a Zàmbia i la polèmica desfermada entre francesos, britànics, alemanys i espanyols pel domini del Marroc.
Els Estats Units, que no van participar en el repartiment d'Àfrica ni d'Àsia, van fixar la seva àrea d'expansió inicial en la regió del Carib i, en menor mesura, en el Pacífic, on la seva influència ja s'havia deixat sentir a Hawaii i Japó. Tant en una zona com en l'altra es trobaven valuoses colònies espanyoles (Cuba i Puerto Rico al Carib, Filipines, les Carolines i les Mariannes al Pacífic) que resultarien una presa fàcil a causa de la forta crisi política que sacsejava la seva metròpoli des del final del regnat d'Isabel II. En el cas de Cuba, el seu fort valor econòmic, agrícola i estratègic ja havia provocat nombroses ofertes de compra de l'illa per part de diversos presidents nord-americans (John Quincy Adams, James Polk, James Buchanan i Ulysses Grant), que el govern espanyol sempre va rebutjar. Cuba no només era una qüestió de prestigi per a Espanya, sinó que es tractava d'un dels seus territoris més rics i el tràfic comercial de la seva capital, L'Havana, era comparable al que registrava en la mateixa època Barcelona.

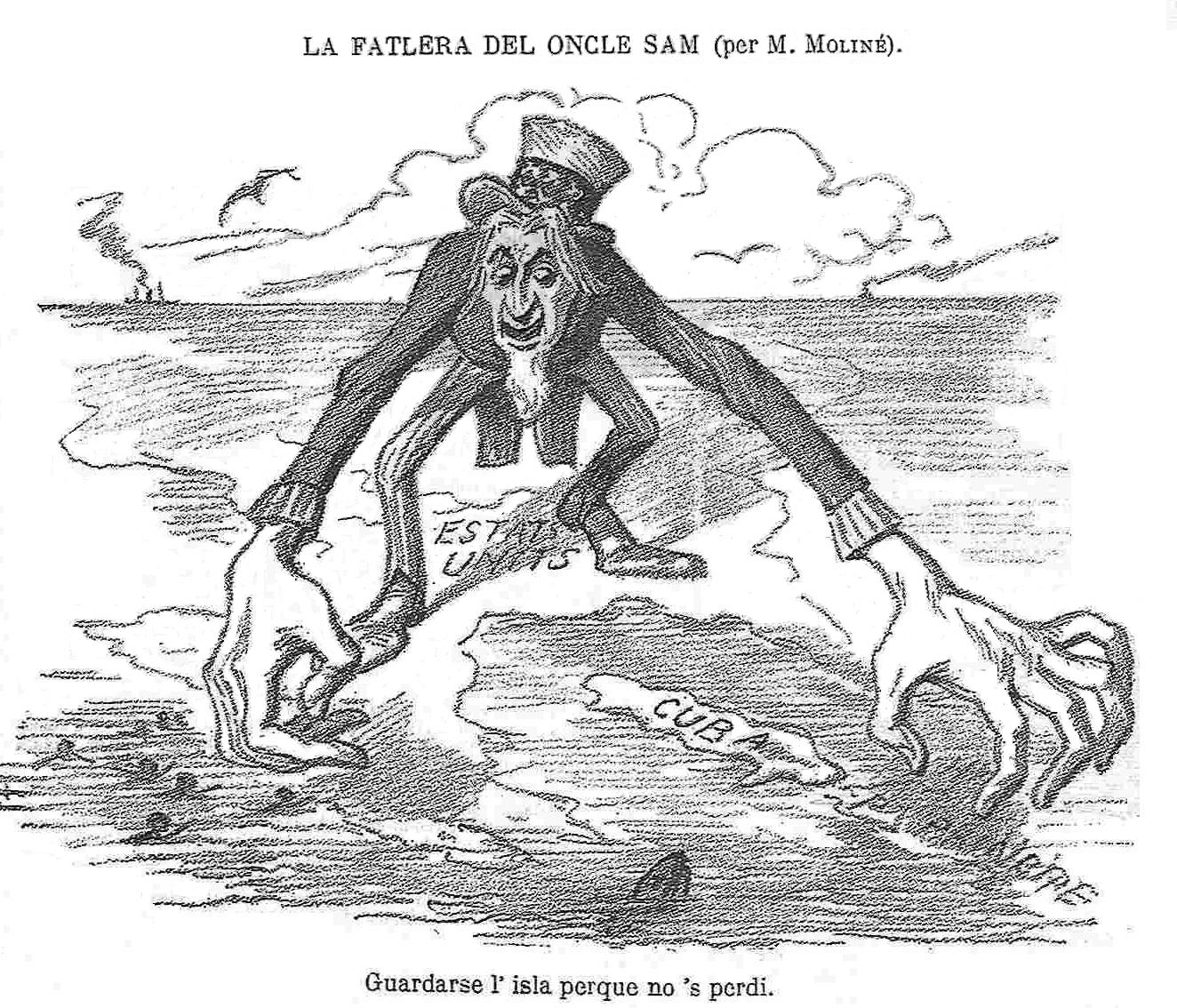
Dibuix satíric de M. Moliné a la Campana de Gràcia (1896) criticant la política dels Estats Units respecte a Cuba

A això s'afegien les demandes de la burgesia cubana, composta tant per hisendats illencs com nord-americans, desitjosa de posar fi a les limitacions comercials imposades per Espanya i obrir el mercat lliure amb EUA i altres potències als seus productes, principalment sucre de canya. Entre 1868 i 1878 es va lluitar la guerra dels Deu Anys, que va culminar amb algunes concessions importants en matèria d'autonomia política, però no van acontentar completament als locals. José Martí, el líder d'aquesta revolta, es va exiliar als Estats Units des d'on va recaptar suports en una lluita que preveia culminar amb la independència. Els rebels cubans, sostinguts cada vegada més des dels Estats Units, van tornar a revoltar-se el 1880 (Guerra Chiquita) i el 1895 (Guerra del 95).
L'escalada de recels entre els governs dels Estats Units i Espanya va anar en augment, mentre en la premsa d'ambdós països feien fortes campanyes de desprestigi contra l'adversari. A Amèrica s'insistia una vegada i una altra en la valentia dels herois cubans, als quals es mostraven lluitant per alliberar-se del jou d'un govern i un país que era descrit com tirànic, corrupte, analfabet i caòtic. Per la seva banda, els espanyols, que no tenien cap dubte de la intenció dels Estats Units per annexionar-se l'illa, els dibuixaven com uns hisendats avariciosos i arrogants, sostinguts per una nació de lladres indisciplinats, sense història ni tradició militar, als quals Espanya hauria de donar una lliçó.
Cada vegada semblava més imminent el desencadenament del conflicte entre dues potències que altres països consideraven de segona: una impetuosa, jove i encara en desenvolupament, que buscava fer-se un buit en la política mundial a través de la seva economia creixent, i l'altra vella, que intentava mantenir la influència que li quedava dels seus antics anys de glòria. Els líders americans van veure en la disminuïda protecció de les colònies, producte de la crisi econòmica i financera espanyola, l'ocasió propícia de presentar-se davant el món com la nova Amèrica, la nova potència mundial, amb una acció espectacular. De fet aquesta guerra va ser el punt d'arrencada en el gran ascens de la nació nord-americana com poder mundial, però per al seu antagonista va significar l'accentuació d'una crisi que no es resoldria i portaria a un conflictiu segle xx espanyol.

## Antecedents a la guerra
Cuba no era el primer conflicte internacional desencadenat pel control de les colònies espanyoles. En 1885, l'imperi Alemany va intentar estendre el seu domini sobre el nord-est de Papua a les Illes Carolines, on es preveia establir un protectorat a causa del seu valor estratègic. L'intent va ser durament combatut per Espanya, que estava present a l'arxipèlag des de 1521 i havia reclamat la seva sobirania per primera vegada el 1667. No obstant això, els alemanys (igual que en altres ocasions havien fet els britànics) argumentaven que Espanya les havia abandonat en eliminar la presència militar el 1787, si bé l'activitat missionera i comercial s'havia reprès posteriorment i mantingut durant tot el segle xix. La mediació del Papa Lleó XIII va acabar, igual que en altres ocasions, amb el reconeixement de la sobirania espanyola, encara que es va permetre als alemanys establir una estació naval i un dipòsit de carbó a una de les Carolines.
Com en totes les invasions, a Cuba hi havia una minoria, els amos de les plantacions, que estava a favor de la dominació espanyola. En 1878, després de deu anys de crua guerra, se signava el Conveni de Zanjón, que no era més que una treva. El 1880 s'abolia l'esclavitud a Cuba i la situació començava a canviar. L'oligarquia anhelava la independència per poder comerciar lliurement. El capità general espanyol Weyler, designat per a l'illa, va decidir recórrer a la política de «reconcentració», consistent a concentrar els camperols en reserves vigilades. L'odi es va exacerbar. Molts cubans acomodats van començar a reclamar a Washington la intervenció nord-americana. Mentre, a l'Havana se succeïen les manifestacions entre independentistes i espanyolistes.

## L'enfonsament delMaine
Amb l'excusa d'assegurar els interessos dels residents nord-americans a l'illa, el govern nord-americà va decidir l'enviament a l'Havana del cuirassat de segona classe Maine. El viatge era més aviat una maniobra intimidatòria i de provocació a Espanya, que es mantenia ferma en el rebuig de la proposta de compra realitzada pels Estats Units sobre Cuba i Puerto Rico. El 25 de gener de 1898, el Maine feia la seva entrada a l'Havana sense haver avisat prèviament de la seva arribada, el que era contrari a les pràctiques diplomàtiques tant de l'època com actuals. En correspondència a aquest fet, el govern espanyol va enviar el creuer Biscaia al port de Nova York. Malgrat la inoportunitat de la visita, les autoritats locals espanyoles van tractar la tripulació nord-americana amb tota amabilitat.

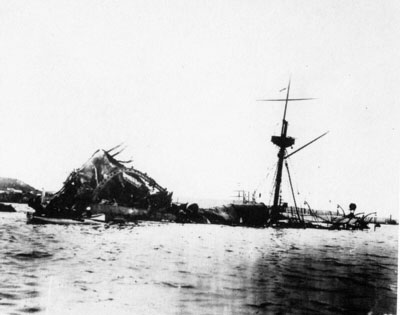
Vestigis del Maine després de la seua destrucció

No obstant això, a les 21:40 del 15 de febrer de 1898, una explosió il·luminà el port de l'Havana. El Maine havia saltat pels aires. Dels 355 tripulants, van morir 254 homes i 2 oficials. La resta de l'oficialitat gaudia, a aquelles hores, d'un ball donat en el seu honor per les autoritats espanyoles.
Sense esperar el resultat d'una investigació, la premsa sensacionalista de William Randolph Hearst publicava l'endemà el següent titular: «El vaixell de guerra Maine partit per la meitat per una artefacte infernal secret de l'enemic».
A fi de determinar les causes de l'enfonsament es van crear dues comissions d'investigació, una d'espanyola i una altra de nord-americana, ja que els estatunidencs es van negar a una comissió conjunta, ja que, per a ells, el resultat de la investigació s'havia decidit molt abans. Vist amb perspectiva, tot apunta que van idear l'operació amb l'objectiu de tenir un casus belli per declarar la guerra a una Espanya arruïnada i en decadència que seguia posseint territoris immensament rics. Els nord-americans van sostenir des del primer moment que l'explosió havia estat provocada i externa. La conclusió espanyola fou que l'explosió era deguda a causes internes. Els espanyols van argumentar que no podia ser una mina, com pretenien els nord-americans, ja que no es va veure cap columna d'aigua i, a més, si la causa de l'explosió hagués sigut una mina, no haurien d'haver esclatat els panyols de munició. En el mateix sentit, van fer notar que tampoc hi havia peixos morts al port, el que seria normal després d'una explosió externa. Encara que totes aquestes coses eren evidents, el govern dels Estats Units no les va reconèixer i es va negar des d'un primer moment i en rodó a un diàleg sobre la qüestió.
Estudis recents han assenyalat que, atesos els desperfectes causats per l'explosió, si l'explosió hagués estat provocada per algun artefacte extern aquesta hauria fet saltar el vaixell literalment de l'aigua. Alguns dels documents desclassificats pel govern dels EUA sobre l'Operació Mangosta (projecte per a la invasió de Cuba posterior al fracàs de Badia de Cochinos) avalen la polèmica hipòtesi que l'explosió va ser causada en realitat pel mateix govern dels EUA per tal de tenir un pretext per a declarar-li la guerra a Espanya. No obstant això, els Estats Units van acusar Espanya de l'enfonsament i van declarar-li un ultimàtum on exigien la retirada de Cuba, condició absolutament intolerable per a qualsevol país sobirà, a més de començar a mobilitzar voluntaris abans de rebre cap resposta, en una demostració d'intencions evident. Per la seva banda, el govern espanyol va rebutjar qualsevol vinculació amb l'enfonsament del Maine i es va negar a doblegar-se a l'ultimàtum nord-americà, i va declarar-les la guerra en cas d'invasió dels seus territoris. Començava així la guerra Hispano-estatunidenca.

## Desenvolupament del conflicte
Amb anterioritat als fets del Maine, els Estats Units havien ordenat a la seva flota del Pacífic que es dirigís a Hong Kong i fes allí exercicis de tir fins que rebés l'ordre de dirigir-se a les Filipines i a l'Illa de Guam. Tres mesos abans s'havia decretat el bloqueig naval a l'illa de Cuba sense que intervingués cap declaració de guerra, i quan es va declarar la guerra, es va fer amb efectes retroactius al començament del bloqueig.
Espanya va negar des del principi que tingués res a veure amb l'explosió del Maine, però la campanya mediàtica realitzada des dels periòdics de William Randolph Hearst, avui dia el Grup Hearst, un dels principals imperis mediàtics del món, van convèncer la majoria dels nord-americans de la culpabilitat d'Espanya. Des de les primeres investigacions dels fets es va veure, com tesi més fonamentada, que l'explosió havia estat de dintre a fora i no al revés, el que apuntava a un accident en el mateix vaixell. Tradicionalment va ser una opinió molt estesa entre els historiadors espanyols el creure que l'explosió va ser provocada pels mateixos nord-americans per utilitzar-la com disculpa per a la seva entrada en la guerra. Estudis actuals apunten a una explosió accidental de la santabàrbara causada per l'escalfament de les mampares que la separaven de la carbonera contigua, que en aquells moments estava cremant.
Estats Units va convèncer a Emilio Aguinaldo, el principal líder independentista de les Filipines, que tornés de l'exili i encapçalés una insurrecció mentre l'exèrcit americà envairia l'illa.
Les tropes dels Estats Units ràpidament van arribar a Cuba. El 19 de juny a bord del creuer New York a la petita vila costanera del Aserradero, el general Calixto García i l'almirall William Sampson van debatre les opcions estratègiques, i el general William Shafter, cap de l'exèrcit nord-americà va acceptar el pla de García, que proposava el desembarcament a les platges de Daiquirí i Siboney, a uns 20 km a l'est de Santiago, i combatre la batalla decisiva a les portes de la ciutat.
Un contingent cubà de més de mil veterans cubans de l'Exèrcit Libertador sota el comandament Demetrio Castell Duany i el coronel Carlos González Clavel va embarcar en transports dels Estats Units i portat fins a la platja de Sigua, des d'on van avançar i van assegurar la platja de Daiquirí. La matinada del 22 de juny, l'exèrcit dels Estats Units va començar a desembarcar a la platja Daiquirí i al vespre més de 6.000 soldats nord-americans ja estaven a Cuba. A l'endemà les forces combinades de cubans i nord-americans van prendre la platja Siboney i a migdia van començar a desembarcar-hi més tropes nord-americanes. A última hora de la tarda, l'Exèrcit dels Estats Units tenia més de 17.000 homes, 26 peces d'artilleria i quatre metralladores Gatling en sòl cubà. La força expedicionària va ser aturada a les jungles properes a Santiago de Cuba a la batalla de las Guásimas, els espanyols es van retirar de la jungla per reforçar la capital.
L'Armada dels Estats Units, composta fonamentalment pels moderns creuers va destruir dues flotes espanyoles, una a la badia de Manila, a les Filipines, i altra a la batalla naval de Santiago de Cuba. El govern espanyol va demanar al juliol negociar la pau.
Santiago de Cuba es va rendir el 16 de juliol. Xifres conservadores estimen els morts en la campanya, que va culminar amb la presa de Santiago, al voltant de 600 per la part espanyola, 250 per la nord-americana i 100 per la cubana. Però els cubans no van ser tractats com es mereixien, perquè, malgrat que la guerra va ser guanyada, principalment pel suport dels mambises, el general Shafter va impedir l'entrada victoriosa dels cubans a Santiago de Cuba, sota el pretext de «possibles represàlies».

## Conseqüències
Mitjançant els acords de París de 1898, els Estats Units van adquirir Cuba, Filipines, Puerto Rico i Guam. Les restants possessions espanyoles d'ultramar (Illes Mariannes, Carolines i Palaos), incapaces de ser defensades a causa de la seva llunyania i la destrucció de bona part de la flota espanyola, van ser venudes a Alemanya en 1899 per 25 milions de marcs alemanys segons el tractat hispanoalemany.
| «                                 | Art. 1°. Espanya renuncia a tot dret de sobirania i propietat sobre Cuba. En atenció que aquesta illa, quan sigui evacuada per Espanya, va a ser ocupada pels Estats Units, aquests, mentre duri la seva ocupació, prendran sobre si i compliran les obligacions que, pel fet d'ocupar-la, els va imposar el dret internacional (...) Art 2°. Espanya cedeix als Estats Units l'illa de Puerto Rico i les altres que estan ara sota la seva sobirania en les Índies Occidentals, i l'illa de Guam en l'arxipèlag de les Mariannes o Lladres. Art. 3°. Espanya cedeix als Estats Units l'arxipèlag conegut per les illes Filipines (...). Art 5°. Els Estats Units, (...) transportaran a Espanya, a la seva costa, als soldats espanyols que van fer presoners de guerra les forces nord-americanes en ser capturada Manila. | » |
| — Tractat de París del 10-12-1898 | |   |

Després de la guerra hispano-estatunidenca, els Estats Units van justificar les seves accions amb l'argument que preparaven les nacions subdesenvolupades per a la democràcia. La Declaració d'Independència contenia el principi d'autodeterminació nacional. A les Filipines, els insurgents que havien lluitat contra el colonialisme espanyol aviat van començar a lluitar contra les tropes dels Estats Units. Molts intel·lectuals, com el filòsof William James i el president de la Universitat Harvard, Charles Eliot, denunciaren aquestes accions com a traïció dels valors nord-americans. Finalment es va constatar que els Estats Units van tenir la seua «recompensa» en controlar Cuba durant unes poques dècades.

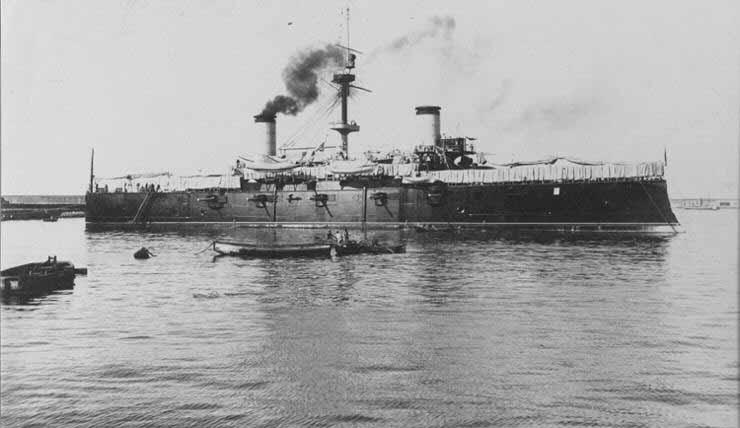
Vaixell espanyol Cristóbal Colón. Destruït en la batalla de Santiago el 3 de juliol de 1898.

Malgrat les crítiques dels antiimperialistes, la majoria dels nord-americans creien que el conflicte espanyol havia estat oportú i frisaven per fer sentir el poder dels Estats Units, que va començar a gravitar cada vegada amb més força en tota l'àrea del Carib. El President Theodore Roosevelt va proposar construir un canal a Centreamèrica, i en 1903 va oferir al govern colombià comprar una franja de terra del que avui és Panamà.
Al mateix temps que Colòmbia rebutjava l'oferta de Roosevelt, es va desfermar una rebel·lió en l'àrea designada per a la ubicació del canal. Roosevelt va donar suport la revolta i ràpidament va reconèixer l'emancipació de Panamà respecte a Colòmbia. Uns dies després, el francès Phillip-Bunau-Vareta, qui va viatjar a Washington com a Ambaixador Extraordinari i Plenipotenciari de la naixent República de Panamà, va vendre als Estats Units la zona del canal. En 1914, el Canal de Panamà es va obrir al tràfic marítim.
Les tropes nord-americanes van abandonar Cuba en 1902, però es va exigir aleshores a la nova república que atorgués bases navals als Estats Units. Així mateix es va prohibir a Cuba subscriure tractats que poguessin atreure-la a l'òrbita d'alguna altra potència estrangera. També es va garantir la capacitat d'intervenció dels Estats Units en el nou estat a través de l'Esmena Platt, vigent fins a 1934. A les Filipines se li va concedir un autogovern limitat en 1907 i independència absoluta el 1946. El 1953, Puerto Rico va passar a ser un estat lliure associat als Estats Units amb govern propi limitat i els seus habitants van rebre la nacionalitat nord-americana.